# Grafite
Grafite [ɡɾaˈfit͡ɕ] (* 2. April 1979 in Campo Limpo Paulista; bürgerlich Edinaldo Batista Libânio) ist ein ehemaliger brasilianischer Fußballspieler. Der Stürmer spielte in seiner Heimat zunächst für diverse Vereine und wurde 2005 mit dem FC São Paulo Sieger der Copa Libertadores und Klub-Weltmeister. Nach eineinhalb Jahren in Frankreich beim Le Mans UC wechselte Grafite 2007 in die Bundesliga zum VfL Wolfsburg. Dort bildete er insbesondere in seinen ersten zwei Spielzeiten unter Felix Magath ein Sturmduo mit Edin Džeko und wurde 2009 deutscher Meister, Torschützenkönig und Deutschlands Fußballer des Jahres. Nach vier Jahren verließ Grafite nach 107 Bundesligaspielen und 59 Toren den VfL und ließ in den folgenden Jahren seine Karriere in den Vereinigten Arabischen Emiraten, Katar und seiner Heimat ausklingen. Zwischen 2005 und 2010 absolvierte Grafite zudem vier Länderspiele für die brasilianische Nationalmannschaft, mit der er an der Weltmeisterschaft 2010 teilnahm.

## Vereinskarriere

### Durchwachsene Anfänge
Der in einfachen Verhältnissen im Hinterland des brasilianischen Bundesstaates São Paulo aufgewachsene Grafite verdiente sich sein erstes Geld mit dem Tür-zu-Tür-Verkauf von Mülltüten. 1999 unterschrieb er einen Profivertrag bei der SE Matonense in Matão, mit der er in der ersten Liga der Staatsmeisterschaft spielte. Anfang 2001 wechselte er von dort kurzfristig zum Eisenbahnerklub Ferroviária im benachbarten Araraquara und spielte mit diesem in der vierten Liga des Staates.
Zur Mitte des Jahres unterschrieb er beim brasilianischen Erstligisten Santa Cruz FC im nordostbrasilianischen Recife und erzielte in der Série A für den Verein 5 Tore in 22 Spielen. Den Abstieg in die zweite Klasse, die Série B, konnte er dort jedoch nicht verhindern.
Er zog die Aufmerksamkeit eines anderen Erstligisten auf sich, dem Grêmio FBPA aus Porto Alegre, welcher ihn für eine Million Real nach Porto Alegre holte. Santa Cruz hatte davon rund 700.000 Real an Matonense weiterzuleiten.
Bei Grêmio zog er sich zu Anfang des Jahres eine schwere Knieverletzung zu, sodass er über Monate nicht spielen konnte. Im Juli 2002, bei einem seiner ersten Einsätze für den Traditionsverein aus Rio Grande do Sul, schied die Mannschaft unglücklich gegen den Club Olimpia aus Paraguay im Halbfinale der Copa Libertadores aus. In der Folgezeit kam er noch zu sechs Ligaeinsätzen für Grêmio, bei denen er torlos blieb.
Bereits im September wurde er an Santa Cruz zurückverliehen. Mit seinem alten Verein scheiterte er im Halbfinale der Série B an Criciúma EC und damit am Wiederaufstieg. Insgesamt erzielte Grafite drei Tore in der Série B für Santa Cruz.
Zu Jahresbeginn 2003 wechselte Grafite zum südkoreanischen Verein Anyang LG Cheetahs. Nach knapp sechs Monaten kehrte er wieder nach Brasilien zurück.

### Erfolge mit Goiás und São Paulo
Dort schloss er sich dem Erstligisten Goiás EC in Goiânia an. Dieser Wechsel sorgte bald für sportgerichtliche Auseinandersetzungen, da zunächst ungeklärt war, bei wem die Transferrechte an Grafite lagen. Grêmio machte hier Ansprüche geltend. Auch ausstehende Gehaltszahlungen von Santa Cruz zum Ende des Vorjahres spielten dabei eine Rolle. Die Sache klärte sich aber im Sinne von Grafite und seinem neuen Verein auf.
Grafite betrachtete die Zeit in der Hauptstadt des Staates Goiás als seine „fußballerische Wiedergeburt“. Im Verlauf der Erstligasaison entwickelte er sich zusammen mit Dimba, der mit 31 Treffern Torschützenkönig wurde, und Araújo, der wie Grafite zwölf Saisontore erzielte, zur herausragenden Sturmformation der Vereinsgeschichte. Goiás schloss die Saison mit dem als gut betrachteten neunten Tabellenplatz ab und Grafite bekam die Auszeichnung Bola de Prata als bester Spieler des Jahres auf seiner Position.
Zu Beginn des Jahres 2004 wurde Grafite vom Spitzenverein FC São Paulo verpflichtet, mit dem er im April 2005 mit der Staatsmeisterschaft von São Paulo seinen ersten Titel gewann.
Im selben Monat kam er beim Copa-Libertadores-Gruppenspiel gegen den argentinischen Verein Quilmes AC weltweit in die Schlagzeilen. Im Morumbi-Stadion geriet er mit dem Quilmes-Verteidiger Leandro Desábato aneinander, den er bezichtigte, ihn rassistisch beleidigt zu haben. Gemeinsam mit dem argentinischen Mittelfeldspieler Carlos Arano, der dazwischenging, wurde er dabei des Feldes verwiesen. Noch während des Spieles erstattete Grafite der Polizei Bericht, die Desábato nach Spielende noch auf dem Weg in die Kabine verhaftete und wegen rassistischer Beleidigung zur Befragung auf die Wache verbrachte. Nach zwei Tagen in Polizeihaft wurde Desábato gegen Hinterlegung einer Kaution entlassen und konnte nach Argentinien zurückreisen.
Bis zum Ende des Jahres konnte Grafite mit dem Gewinn der Copa Libertadores und der Vereinsweltmeisterschaft mit São Paulo seine bisher größten Erfolge feiern. Dabei kam er in den Libertadores-Finalspielen nicht zum Einsatz, während er beim 1:0-Sieg im Klub-WM-Finale in Tokio gegen den FC Liverpool in den letzten 15 Minuten eingewechselt wurde.

### Wechsel nach Europa

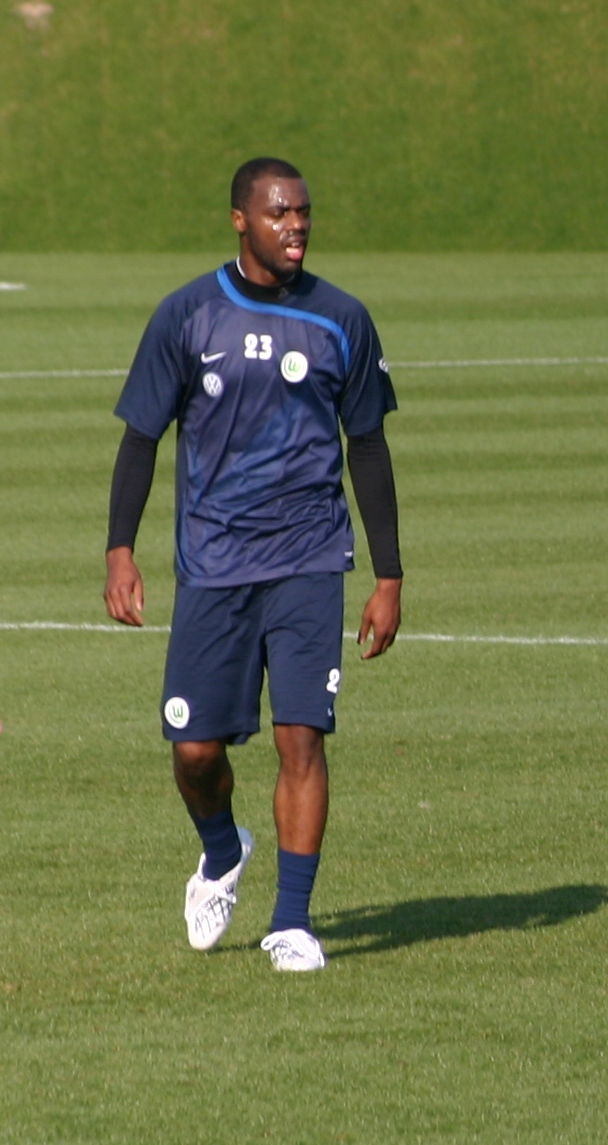
Grafite, während seiner Zeit in Wolfsburg

Im Januar 2006 wechselte Grafite nach Europa zum französischen Erstligaaufsteiger Le Mans UC, für den er Anfang Februar sein erstes Punktspiel im Stadion des FC Sochaux bestritt. In der Rückrunde der Saison 2005/06 kam er für le MUC in elf Ligaeinsätzen auf drei Torerfolge. 2006/07 stand er in 34 Punktspielen auf dem Rasen; seine zwölf Treffer reichten in dieser Saison für einen dritten Platz in der Torjägerliste, womit er der erfolgreichste Schütze der Rot-Gelben war. Seine Mannschaft schloss auf dem 12. Tabellenrang ab. Zu Beginn der Spielzeit 2007/08 absolvierte er die ersten sechs Partien, bei denen er zwei weitere Treffer erzielte, ehe er am 31. August, dem letzten Tag der Transferperiode, für etwa 5,6 Millionen € in die deutsche Bundesliga wechselte.
Beim von Felix Magath trainierten VfL Wolfsburg unterschrieb Grafite einen Vierjahresvertrag, den er in der Sommerpause nach der Meisterschaftssaison 2008/09 bis zum 30. Juni 2012 verlängerte. Auch bei den Wölfen wurde er mit elf Treffern in 24 Einsätzen in seiner ersten Saison gleich zum besten Torschützen seines Vereins.
Am 23. Mai 2009 wurde Grafite mit dem VfL Wolfsburg deutscher Meister und sicherte sich zudem mit 28 Toren – bei nur 25 von 34 möglichen Einsätzen – die Torjägerkanone. Zusammen mit Edin Džeko bildete er das beste Sturmduo der Bundesligageschichte; die beiden Angreifer brachen mit insgesamt 54 Toren den bisherigen Torschützenrekord aus der Saison 1971/72 (53 Tore) von Gerd Müller und Uli Hoeneß. Bei der vom Fußballmagazin Kicker in Zusammenarbeit mit dem Verband Deutscher Sportjournalisten (VDS) durchgeführten Wahl zum Fußballer des Jahres wurde Grafite mit 331 Stimmen gewählt. Im Dezember 2009 wurde sein Tor zum 5:1-Endstand gegen den FC Bayern München am 4. April als Tor des Jahres für den Puskás-Preis der FIFA nominiert. Bei der Wahl landete Grafites Treffer hinter Toren von Cristiano Ronaldo und Andrés Iniesta auf Rang drei. Darüber hinaus wurde sein Tor gegen Bayern in der ARD-Sportschau zum Tor des Jahres 2009 gewählt.
Im September 2009 gelangen Grafite beim Debüt in der UEFA Champions League alle drei Tore beim 3:1 gegen ZSKA Moskau. Dies blieben seine einzigen Treffer im Wettbewerb. Wolfsburg erreichte den dritten Platz in der Gruppe B und spielte danach in der UEFA Europa League weiter, wo man das Viertelfinale erreichte. Die Saison nach der Meisterschaft und nach Magath verlief für den Verein wie auch für Grafite unbefriedigend. Mit elf Toren in 30 Spielen blieb er deutlich hinter dem Vorjahr und auch seinem Sturmpartner Dzeko zurück, der doppelt so viele Treffer erzielte. Das änderte sich auch in der Saison 2010/11 nicht, in der der VfL nach erneutem Trainerwechsel in den Tabellenkeller abrutschte. Außerdem lastete nach dem Weggang von Dzeko zur Winterpause noch mehr Verantwortung auf dem Brasilianer. Mit neun Saisontoren und der Rettung vor dem Abstieg erst mit einem Sieg am letzten Spieltag, zu dem er ein Tor beitrug, verlief die Spielzeit enttäuschend.

### Wechsel in die Vereinigten Arabischen Emirate
Nach Ende der Saison 2010/11 wechselte Grafite nach vier Jahren beim VfL und 59 Bundesligatoren in die Vereinigten Arabischen Emirate zum dortigen vierfachen Landesmeister al-Ahli, bei dem er sich für zwei Jahre verpflichtete. Der VfL Wolfsburg soll dafür eine Ablösesumme von knapp über drei Millionen Euro erhalten haben. Er berichtete, dass er keine Schwierigkeiten habe, sich an das Klima mit Temperaturen von bis zu 50° im Sommer anzupassen, dass es ihm aber doch etwas schwer fiele, vor 80 Zuschauern zu spielen, nachdem er bereits vor bis zu 80.000 gespielt habe. Über den als rigide angesehenen Wolfsburger Trainer Felix Magath sagte er rückblickend: „Er ist ein besonderer Typ. Ich kann mich nicht über ihn beklagen, denn ich habe alles mit ihm gewonnen, es war meine beste Zeit im Fußball. Wenn eine Mannschaft normal trainiert, ist es bei ihm das Doppelte. Zwei Jahre mit ihm sind wie vier Jahre bei einer normalen Mannschaft.“ Im Mai 2014 verlängerte Al-Ahli den Kontrakt um ein weiteres Jahr.

### Wechsel nach Katar und Rückkehr nach Brasilien
Im Februar 2015 wechselte er zum al-Sadd Sports Club, mit dem Grafite für einige Monate in der Qatar Stars League spielte. Im Sommer 2015 ging der Stürmer zurück in sein Heimatland, um beim brasilianischen Zweitligisten Santa Cruz FC einen Vertrag zu unterschreiben. Mit dem Klub schaffte der Spieler als Vizemeister den Aufstieg in die Campeonato Brasileiro Série A 2016. Am Ende der Spielzeit 2016 stieg er mit dem Santa Cruz FC wieder in die zweite brasilianische Liga ab. Grafite unterschrieb daraufhin einen Einjahresvertrag beim Erstligisten Athletico Paranaense. Bei diesem beendete er im Juli 2017 von sich aus sein Engagement wegen anhaltender Erfolglosigkeit. Mitte August gab der Santa Cruz FC bekannt, dass Grafite wieder bei dem Klub verpflichtet wird. Dieses wurde das vierte Engagement bei dem Klub. Am 22. Januar 2018 wurde sein Vertrag nochmals für die Saison verlängert. Grafite wird dann im Juli des Jahres in die technische Kommission des Klubs wechseln. Die Vertragsverlängerung widerrief er einige Tage später und beendete seine Karriere.

## Nationalmannschaft
Grafite debütierte am 27. April 2005 in São Paulo für die brasilianische Nationalmannschaft, als er in einem Freundschaftsspiel gegen Guatemala in der 38. Spielminute eingewechselt wurde. Zum 3:0-Erfolg der Seleção trug er mit einem Tor bei. Knapp fünf Jahre später, Anfang März 2010, leistete Grafite bei einem Spiel in London gegen Irland sein zweites Länderspiel ab. Er kam während der zweiten Halbzeit auf den Platz und bereitete per Hackentrick den 2:0-Endstand durch Robinho vor. Grafite gehörte, gemeinsam mit seinem damaligen Mannschaftskameraden Josué, zum WM-Kader Brasiliens bei der Weltmeisterschaft 2010 in Südafrika. Bei der WM wurde Grafite einmal eingewechselt.

## Privat
Im Februar 2005 wurde seine Mutter entführt. Sie konnte nach einem Tag befreit werden. Die Entführung gehörte zu einer Reihe von Lösegelderpressungen im brasilianischen Fußball zwischen Ende 2004 und Anfang 2005 (so wurden auch die Mütter von Robinho und Luís Fabiano als Geiseln genommen). Der verheiratete Grafite ist katholisch und betet, wie die Evangelische Nachrichtenagentur Idea mitteilt, vor jedem Spiel den Psalm 91 („Wer unter dem Schirm des Höchsten sitzt…“).
Grafite unterstützt als Botschafter die Initiative Respekt! Kein Platz für Rassismus.

## Herkunft und Aussprache des Namens
Grafite erlangte seinen Namen, der „Bleistiftmine“ bedeutet (nach dem Mineral Graphit, aus dem Bleistiftminen hergestellt werden), von einem früheren Trainer in Brasilien, der damit auf Statur und Größe von Grafite (1,89 Meter) anspielte.
In den Medien wird sein Name häufig „Grafitsch“ bzw. „Grafitschi“ ausgesprochen, wobei beides eine in Brasilien korrekte Aussprache ist. Der Spieler selbst bevorzugt in Deutschland die Aussprache „Grafite“ [ɡraˈfitə] – ähnlich dem deutschen Lautbild.

## Erfolge
- Staatsmeister von São Paulo 2005 mit dem FC São Paulo
- Copa Libertadores 2005 mit dem FC São Paulo
- FIFA-Klub-Weltmeisterschaft 2005 mit dem FC São Paulo
- Deutscher Meister 2009 mit dem VfL Wolfsburg
- Copa do Nordeste 2016 mit dem Santa Cruz FC
- Staatsmeister von Pernambuco 2016 mit dem Santa Cruz FC

## Auszeichnungen
- Bola de Prata 2003 als „bester Spieler in seiner Position“
- Bundesliga-Torschützenkönig 2009 – 28 Tore
- Deutschlands Fußballer des Jahres 2009
- VDV-Spieler der Saison: 2008/09
- Tor des Monats April 2009
- Tor des Jahres 2009
- Einstufung als Weltklasse in der Rangliste des deutschen Fußballs: Sommer 2009
- EFFIFU 2009
- Mitglied der VDV 11: 2008/09
- Etisalat UAE Pro-League Award 2013[24]
- Foreign Player of the Year Award 2014[24]